# Staurastrum furcatum
Staurastrum furcatum là một loài Song tinh tảo trong họ Desmidiaceae, thuộc chi Staurastrum.